# Рутвицеві
Рутвицеві (Thalictroideae)  — підродина квіткових рослини родини жовтецеві (Ranunculaceae). Плоди бувають як і листянки так і горішки.

## Класифікація
Підродина включає 9 родів, з них в Україні зустрічається три роди.
- Підродина Рутвицеві (Thalictroideae) Raf., 1815

- Триба Thalictreae T. Duncan & Keener, 1991.

- Рід Рутвиця (Thalictrum) L., 1753.

- Триба Isopyreae Schrödinger, 1909.

- Рід Орлики (Aquilegia) L., 1753.
- Рід Enemion Raf., 1820.
- Рід Рутвичка (Isopyrum) L., 1753.
- Рід Leptopyrum Rchb., 1828.
- Рід Paraquilegia J.R. Drumm. & Hutch., 1920.
- Рід Semiaquilegia Makino, 1902.
- Рід Urophysa Ulbr., 1929.

- Триба Dichocarpeae (Tamura & K. Kosuge, 1989) W.T. Wang & D.Z. Fu, 1990.

- Рід Dichocarpum W.T. Wang & P.K. Hsiao, 1964.